# Rokin 17
Rokin 17 in Amsterdam is een gebouw aan het Rokin in Amsterdam-Centrum. Per 16 maart 2004 is het een gemeentelijk monument.

## Geschiedenis
Het Rokin heeft al eeuwenlang bebouwing, ook al in de periode dat het nog open water was in het verlengde van de Amstel. Er vond door de eeuwen heen steeds vernieuwing in de gebouwen plaats, een trend die zich ook in de 21e eeuw doorzet.
In 1875 vestigde stoomdrukkerij, binderij en lijmerij met winkel Blikman & Sartorius zich in een complex op de hoek Rokin, Nadorststeeg en Nes. Zij komt van de Vijgendam 2-8, alwaar ze moeten vertrekken in verband met de verbreding van de Beurssteeg. Aan het Rokin neemt het bedrijf twee panden in beslag. Ze drukken zelf een verhuisbericht. Hoog in de gevel is dan nog het adres A436-437 vermeld, net als de firmanaam. Blikman & Sartorius is dan aan het water gevestigd.
Het complex moet vernieuwen en de firma geeft opdracht aan architect Gerlof Bartholomeus Salm om een aanmerkelijke verbouwing dan wel een nieuwbouw te begeleiden. De bouwtekeningen van Salm zijn gedateerd 12 november 1875; ze laten sporen zien van de stijl neorenaissance uit eind 19e eeuw.
Het front aan Rokin 17-19 kreeg drie raamgangen verdeeld over vier bouwlagen. Daarboven een versierde topgevel waarachter de zolderetage. Onder de uitstekende daklijst werd Anno 1876 vermeld. De ingang werd verplaatst naar het midden. Curieus is dat het gehele complex gebouwd wordt rondom Rokin 21, een aanzienlijk kleiner gebouw, dat het uiterlijk heeft van een grachtenpandje met in haar halsgevel een luik voor de opslagruimte. Het verschil in hoogte laat een blinde gevel zien, die wordt gebruikt voor een reclameschildering voor de drukkerij. In 1891 mag Salm opnieuw aan het werk, Blikman & Sartorius betrekken gebouw 21 erbij. De drie raamgangen worden aangevuld met twee nieuwe en ook de topgevel wordt verlengd. Het rechterdeel van die topgevel is een spiegeling van het oude deel. Wel komt er onder dat nieuwe deel een nieuw jaartal te staan Anno 1891. De reclameschildering verplaatst ook, ze wordt gezet op de blinde gevel aan de Nadorststeeg. De fotograaf Jacob Olie legt op 21 september 1891 de verbouwing vast. Het gebouw krijgt bij die verbouwing een tweede ingang (uiterst rechts). Het bedrijf blijft uitbreiden. In 1901 is Gerrit van Arkel verantwoordelijk voor onder andere een loopbrug (twee verdiepingen) over de Nadorststeeg; de loopbrug met onder andere glas-in-lood in art nouveaustijl leidt naar opnieuw nieuwbouw aan Nes, gebouwd tegen de oude pandjes aan het Rokin. Onder het middelste raam in de derde ramenrij verschijnt "Gevestigd in 1742". In 1912 verhuist het bedrijf de drukkerij en binderij naar het door van Arkel ontworpen Haarlemmerweg 520, de winkel blijft nog op de plek aan het Rokin gevestigd. Of het bedrijf op die plek de demping in 1934 meemaakte is niet bekend. Voor het gebouw kwam na de demping een parkeerplaats. Rond die tijd wijzigt ook de benedeningang; er kwam een nieuwe pui. Deze pui zal daarna steeds aangepast worden aan het gebruik van het pand.
Centraal in de topgevel is sinds de bouw het monogram BS te lezen, later herhaald in de uitbreiding van de topgevel.

### 21e eeuw
In 2018 tot 2020 raakte gebouw betrokken bij het debacle rond Hudson's Bay Company Nederland. Deze Canadese firma had op Rokin 21 en 43 twee reusachtige gebouwen laten neerzetten, maar het verwachte financiële succes bleef uit. Hudson's Bay moest de grote panden verkopen en trok na een verbouwing in Rokin 17. In 2021 staat het bedrijfsgedeelte met 600 m² winkelruimte leeg. Boven de winkelruimte waren tijdens de verbouwing van 2018 vijf luxe appartementen gebouwd.

## Belendende gebouwen
Tijdens de verbouwing in 1911 ging ook het buurpand tegen de vlakte. Alle gebouwtjes tussen de Hermietenstraat en Rokin 15 maakten plaats voor gebouw De Roos (naar veilinghuis De Roos) later gebouw Arnhem (Levensverzekeringsmaatschappij Arnhem) en weer later Scheltema. Het is ontworpen door Frits Bodde (Frederik Adolph Bodde, 1867-1949), die meerdere banken had ontworpen. Aan de overzijde van de Nadorststeeg tot de Wijde Lombardsteeg gingen de ontwikkelingen sneller. Er kwamen bankgebouwen, onder andere Rotterdamsche Bank Vereniging uit 1916) en vanaf 1988 het roze gebouw van Pierson, dat overging in Fortis. Het werd rond 2013 weer afgebroken om plaats te maken voor bovengenoemde gebouwen voor Hudson’s Bay. De gebouwen worden sinds 2021 gebruikt door Adyen, die ook het deel aan de Nes gebruikt. Verderop staat op Rokin 65 het gebouw van de optiebeurs, sinds 2012 in gebruik bij NRC Media.

## Afbeeldingen

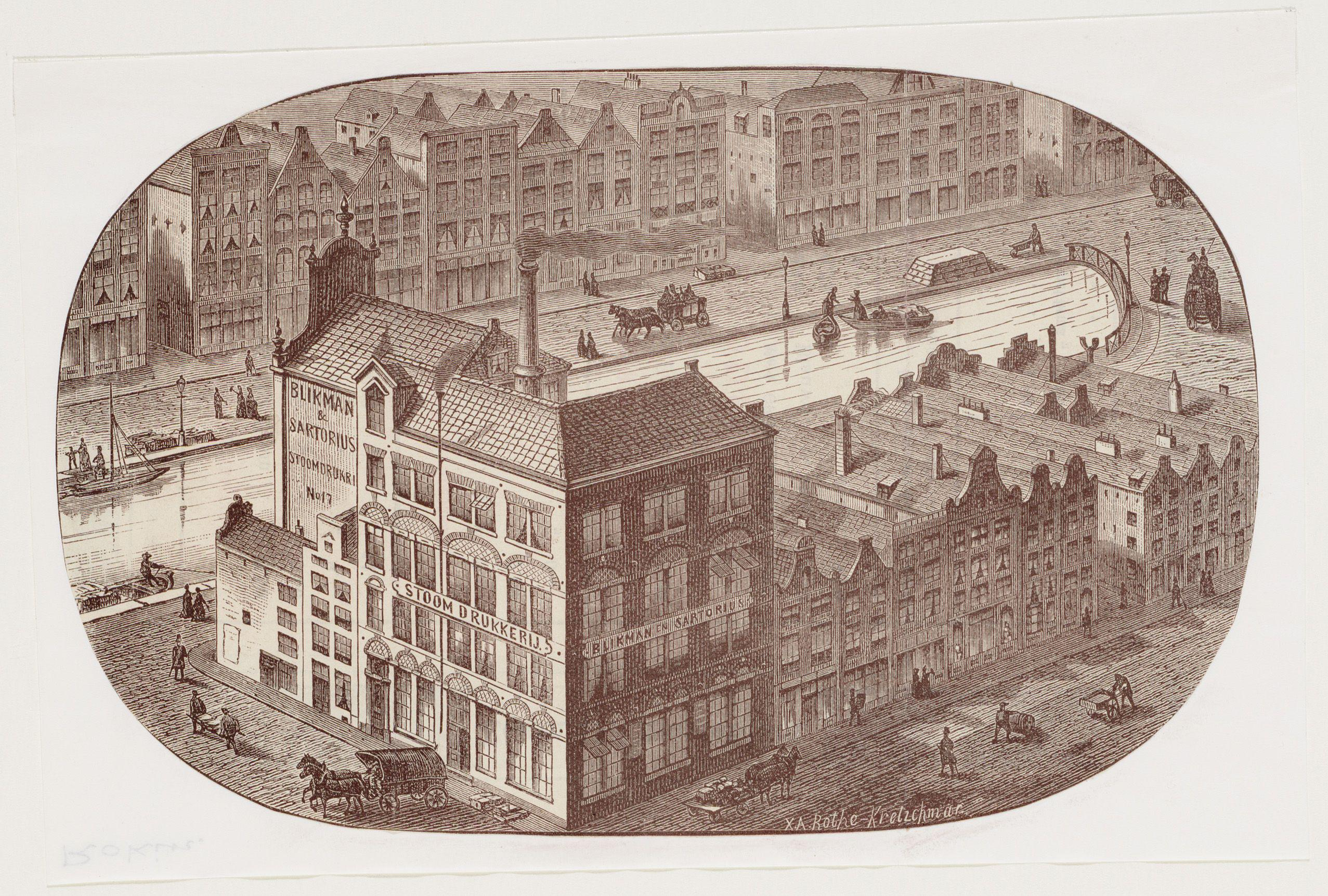
Tekening van het complex van Nes, Nadorststeeg en een open Rokin, het kleine huisje links is nummer 21 (circa 1882)
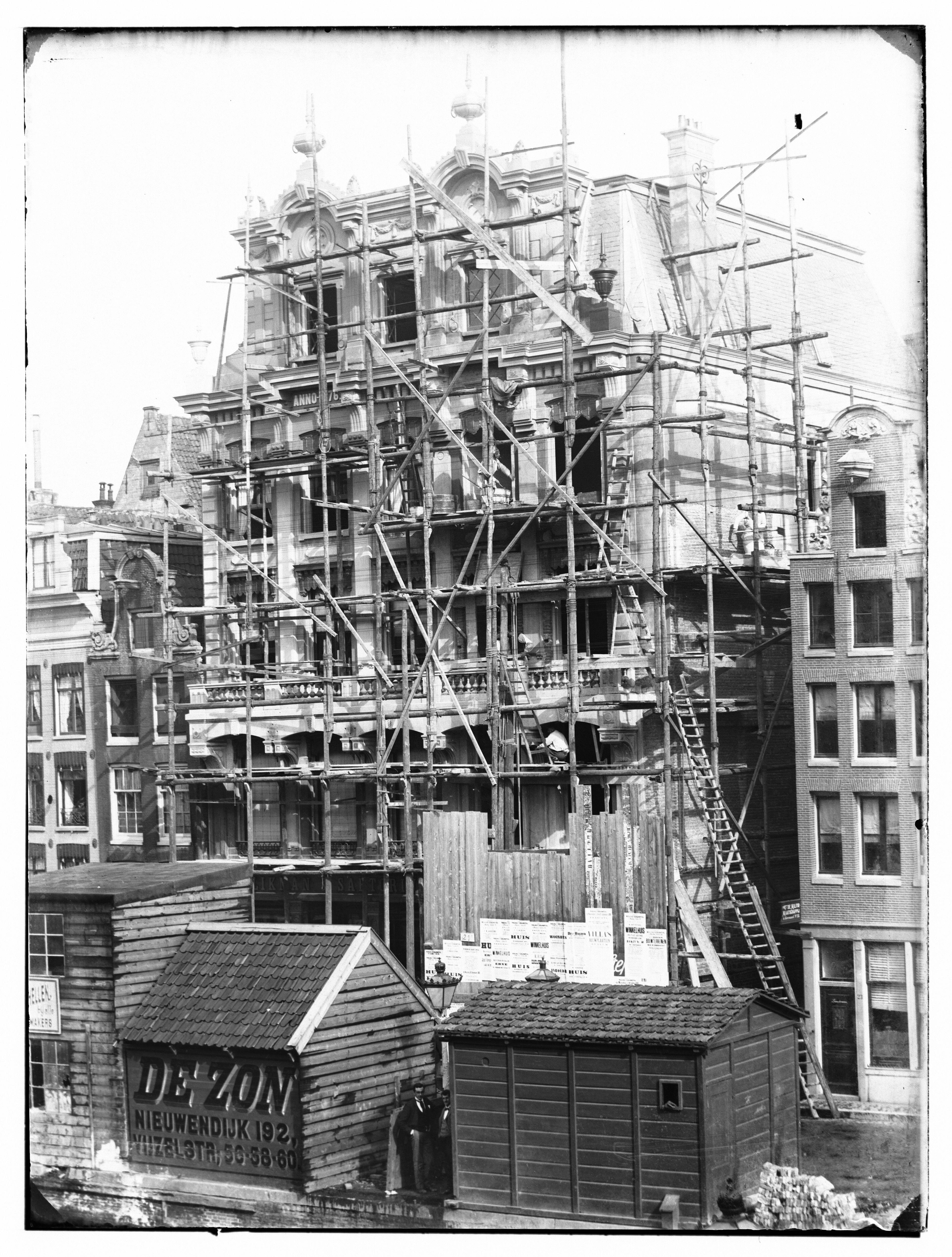
De verbouwing van 1891 vastgelegd door Jacob Olie